# Ostravská klobása
Ostravská klobása je druh klobásy, kterou vymyslel původně soukromý řezník a uzenář František Pekárek, který působil jako technolog v martinovském masokombinátu. Jeho klobása získala v roce 1963 jedno z nejvyšších potravinářských ocenění a postupně se rozšířila do celého Československa.

## Výroba
Klobásy se vyráběly z vepřového masa, které bylo z části pomleté a z části zde byly kousky nakrájeného libového vepřového masa, které bylo v řezu dobře vidět.
Po zrušení státních norem počátkem 90. let 20. století začaly masokombináty pod názvem Ostravská klobása vyrábět klobásy rozdílné a spíše nevalné kvality. V roce 2000 si martinovský masokombinát nechal registrovat označení Pravá ostravská klobása.